# Мерилендска титла на ECW
Мерилендска титла на ECW (на английски: ECW Maryland Championship) e кеч титла, използвана за кратък период от Източния шампионат по кеч, познат по-късно като Екстремен шампионат по кеч (ECW).
Още на същата година титлата, известна като Мерилендска титла в тежка категория на NWA, е окончателно премахната.

## История на титлата
| Кечист       | Владение | Спечелена на     | Място на спечелване | Бележки               |
| ------------ | -------- | ---------------- | ------------------- | --------------------- |
| Джей Ти Смит | 1        | 16 октомври 1993 | североизточен, MD   | спечелил кралско меле |
| премахната   |          | 1993             |                     | не е подновена        |